# 山口県道144号光玖珂線
山口県道144号光玖珂線（やまぐちけんどう144ごう ひかりくがせん）は、山口県光市から岩国市に至る一般県道である。

## 概要
光市島田2丁目から岩国市玖珂町に至る。

### 路線データ
- 起点：光市島田2丁目（光市新町交差点、山口県道22号光柳井線交点）
- 終点：岩国市玖珂町（国道437号・山口県道136号上久原藤生停車場線交点）

## 歴史
- 1994年（平成6年）3月15日 - 山口県告示第210号により認定される。

前身は山口県道8号徳山光線・山口県道110号岩国周東線・山口県道144号光周東線の各一部。山口県道8号徳山光線の島田川右岸への付け替えや山口県道15号岩国玖珂線の認定を契機として路線再編が行われ、本路線が成立した。
- 2003年（平成15年）4月21日 - 沿線に存在した熊毛郡熊毛町が新南陽市・徳山市・都濃郡鹿野町と対等合併して発足した周南市に移行する。
- 2006年（平成18年）3月20日 - 岩国市と玖珂郡に属する町村（和木町を除く）が対等合併して改めて岩国市が発足したことに伴い終点の地名表記が変更される（玖珂郡玖珂町→岩国市玖珂町）。

## 路線状況

### 道路施設

#### 橋梁
- 東川橋（東川、岩国市）
- 水無川橋（水無川、岩国市）

## 地理

### 通過する自治体
- 山口県
  - 光市 - 周南市 - 岩国市

### 交差する道路
| 交差する道路                              | 市町村明 | 交差する場所 | 交差する場所          |
| ----------------------------------------- | -------- | ------------ | --------------------- |
| 山口県道22号光柳井線                      | 光市     | 島田2丁目    | 光市新町交差点 / 起点 |
| 山口県道346号光井島田線                   | 光市     | 上島田2丁目  |                       |
| 山口県道23号光上関線                      | 光市     | 大字立野     | 光市立野交差点        |
| 山口県道63号下松田布施線                  | 光市     | 大字小周防   | 光市小周防交差点      |
| 山口県道142号久杉高水停車場線             | 岩国市   | 周東町差川   |                       |
| 山口県道143号周防高森停車場線             | 岩国市   | 周東町下久原 | 高森駅前交差点        |
| 山口県道7号柳井周東線                     | 岩国市   | 周東町下久原 | 高森交差点            |
| 山口県道137号玖珂停車場線                 | 岩国市   | 玖珂町       | 玖珂駅前交差点        |
| 国道437号 山口県道136号上久原藤生停車場線 | 岩国市   | 玖珂町       | 終点                  |

### 交差する鉄道
- 山陽本線

### 沿線
- 光市民ホール
- 光市役所 三島出張所
- 光市立島田中学校
- 光市立上島田小学校
- JR西日本山陽本線 島田駅
- 光市立周防小学校
- 光市役所 周防出張所
- 周南市立三丘小学校
- JR西日本岩徳線
  - 米川駅 - 周防高森駅 - 玖珂駅
- 三丘温泉
- 岩国市立米川小学校
- 岩国市立高森小学校
- 岩国市立玖珂小学校
- 岩国市役所 玖珂総合支所